# Rauiella fujisana
Rauiella fujisana là một loài Rêu trong họ Thuidiaceae. Loài này được (Paris) Reimers miêu tả khoa học đầu tiên năm 1937.